# Grupo metileno

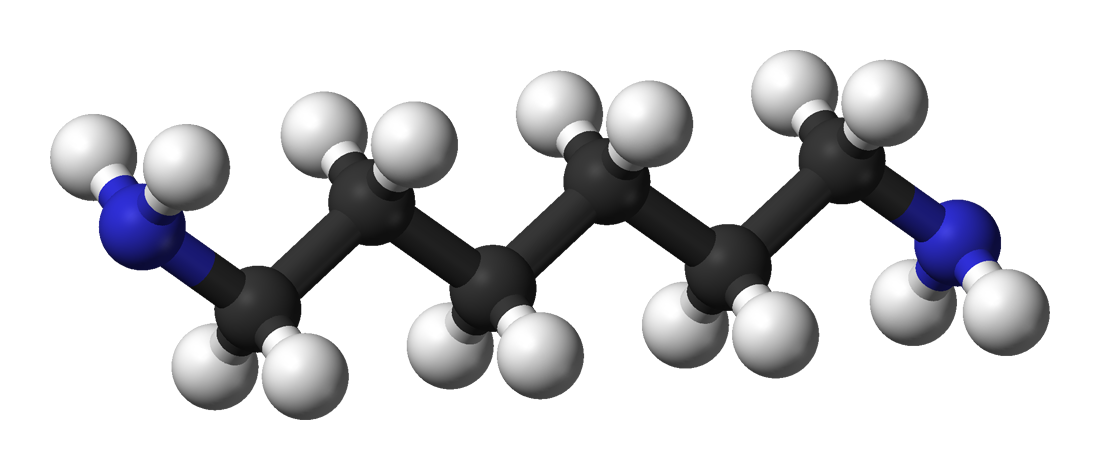
La molécula de hexametilendiamina contiene seis grupos metileno

En química orgánica, un grupo metileno es cualquier parte de una molécula que consta de dos átomos de hidrógeno unidos a un átomo de carbono, que está conectado al resto de la molécula por dos enlaces simples. El grupo puede representarse como CH2<, donde '<' denota los dos enlaces. Esto se puede representar igualmente bien como −CH2 -.
Esto contrasta con una situación en la que el átomo de carbono está unido al resto de la molécula por un doble enlace, que se denomina preferiblemente grupo metilideno, representado CH2=. Anteriormente, el nombre de metileno se usaba para ambos isómeros. El nombre "puente de metileno" se puede utilizar para el isómero de enlace sencillo, para excluir enfáticamente el metilideno. La distinción es a menudo importante, porque el doble enlace es químicamente diferente de dos enlaces simples.
El grupo metileno debe distinguirse del radical CH2, que es una molécula en sí misma, llamada metilideno o carbeno. Esto también se llamaba anteriormente metileno.

## Metileno activado

Acidez del malonato de dietilo, un compuesto de 1,3-dicarbonilo

El carbono central en el compuesto 1,3-dicarbonilo se conoce como grupo metileno activado. Esto se debe a que, debido a la estructura, el carbono es especialmente ácido y puede desprotonarse fácilmente para formar un grupo metileno.